# Potemayo
Potemayo (яп. ぽてまよ Потэмаё) — японская манга-ёнкома, автором которой является Харука Огатая. Впервые была опубликована в журнале Moeyon в июле 2004 года. С октября 2005 года манга стала официально публиковаться в сэйнэн-журнале Comic High! до января 2011 года.
На основе сюжета манги студией J.C.Staff был выпущен аниме-сериал, который транслировался по телеканалу Tokyo MX с 7 июля по 22 сентября 2007 года.

## Сюжет
Однажды утром Сунао Морияма, учащийся средней школы, находит в холодильнике маленькое и милое существо c ушками и называет её Потэмаё. Она решает следовать за ним в школу, где Потэмаё мгновенно становится очень популярной среди одноклассников Сунао, особенно среди девушек. В это время из холодильника Сунао выходит похожее существо, но обладающее косой синигами. Туо Такамимори, одна из одноклассниц Сунао находит её и называет Гутюко. Если же Потэмаё очень добрая и общительная, то Гутюко наоборот антиобщественная, агрессивная и когда чувствует потенциальную угрозу стреляет в окружающих жгучей энергией из своих рогов.

## Список персонажей
Сунао Морияма (яп. 森山 素直 Морияма Сунао)
Он главный герой и ученик средних классов. Очень серьёзный и почти никогда не выражает своих эмоций. Он нашёл у себя в холодильнике Потэмаё, которая стала следовать за ним повсюду, даже в школе. Мать Сунао умерла за несколько лет до главных событий, а отец почти никогда не появляется дома. По этой причине Сунао уже с детства научился быть самостоятельным. Без очков практически ничего не видит.
Сэйю: Эри Китамура
Потэмаё (яп. ぽてまよ Потэмаё)
Таинственное существо, которое появилось в холодильнике. Получила имя Потэмаё от слияния слов картошки (яп. ポテト потэто) и майонеза (яп. マヨネーズ маёнэдзу), которыми на тот момент завтракал Сунао. Поначалу она ничего не говорила кроме слова «хони», после нескольких неудачных попыток Сунаё научил её говорить простые слова. Она также вошла в роль защитника Сунао, и если кто-то начинает угрожать ему, он не колеблясь начинает атаковать неприятеля, пока он не уйдёт. Как правило кружится вокруг головы Сунао. По умственному развитию похожа на трёхлетнего ребёнка. Однако сильно ревнует, когда Микан пытается сблизиться с Сунао. Она также обладает телепатическими способностями и может слышать мысли и намерения других. Несмотря на то, что очень не любит Микан, обожает Ясуми (младшего брата Микан).
Сэйю: Кана Ханадзава
Гутюко (яп. ぐちゅ子 Гутюко)
Она как и Потэмаё появляется в холодильнике у Сунао, но сама оттуда выбирается. Её подбирает Кё Такамимори и называет Гутюко. Её имя происходит от «гутю» — маленьких шоколадных шариков и -ко (яп. 子) — японского окончания, которое широко используется в женских именах. Она носит при себе косу и может испускать сильную сжигающую энергию и инфразвуковые волны из своих рогов на голове. Имеет привычку ремонтировать поломанные ей вещи скотчем. Она очень антисоциальная и приняла только Кё, так как та даёт ей сладости дома или в школе. В знак благодарности, Гутюко не раз оставляла у её двери туши коров или свиней. Однажды от ревности напала на Потэмаё из-за того, что Кё угостила её едой. Спит всегда на дереве во дворе Кё.
Сэйю: Аюми Цудзи
Кё Такамимори (яп. 高見盛 京 Такамимори Кё:)
Одна из одноклассниц Сунао, сильно влюблена в него. Но из-за своей застенчивости не может решиться признаться в любви. У Кё часто возникают фантазии, где она и Сунао вместе.
Сэйю: Юко Кайда
Нэнэ Касугано (яп. 春日乃 ねね Касугано Нэнэ)
Одноклассница Сунао и лучшая подруга Микан. Говорит как правило высоким голосом, но может радикально изменить тембр, если имитирует кого-то. Очень прямолинейна и не боится говорить всё, что у неё на уме. Имеет садистские наклонности, очень богатая и имеет трёх старших братьев, которые очень любят её, несмотря на то, что она часто даёт волю рукам. Мать Нэнэ выглядит очень молодо для своего возраста и, также как и братья, часто страдает от кулаков Нэнэ.
Сэйю: Риэ Кугимия
Мудо Кирихара (яп. 桐原 無道 Кирихара Мудо:)
Одноклассник Сунао. Ему очень нравится Потэмаё. В День святого Валентина по ошибке подарил Нэнэ шоколадку, впоследствии она заставила его на время стать её рабом. Мудо входит в особый клуб, члены которого одеваются в женскую одежду. Часто поневоле попадает под прицел Гутюко. По его мнению Нэнэ очень милая, когда не говорит ничего.
Сэйю: Хикару Токита
Каору Хацусиба (яп. 初芝 薫 Хацусиба Каору)
Одноклассник Сунао и лучший друг Мудо. Он также поддерживает его, когда тот стремится сблизиться с Потэмаё.
Сэйю: Такаюки Кондо
Кодай Морияма (яп. 森山 皇大 Морияма Ко:дай)
Отец Сунао, фольклорист. Несмотря на свой возраст, у него инфатильный характер и поэтому он часто начинает играть с Сунао, а тот в свою очередь никогда не воспринимает его слова в всерьёз. Почти всегда уезжает куда то, будь это работа или отпуск. Часто из-за детского поведения Сунао начинает бить отца. Сам Кодай называет Потэмаё «моти-моти».
Сэйю: Кэндзи Хамада
Ясуми Нацу (яп. 夏 哉純 Нацу Ясуми)
Младший брат Микан, несмотря на это он гораздо выше её и выглядит взрослее большинства своих сверстников. Всегда пытается нормально пообщаться с Сунао, но из-за Микан не может, так как та всё время пристаёт к Сунао, что сильно раздражает Ясуми. Его имя на японском языке переводится буквально как «летние каникулы».
Сэйю: Нобухико Окамото
Томари Сэки (яп. 関 とまり Сэки Томари)
Молодая девушка из пятого класса начальной школы. Встретилась с Потэмаё, когда гналась за Гутюко после того, как та украла её каштаны. Позже у неё развиваются романтические чувства к Ясуми. Имеет мальчишеский характер, короткую стрижку и очень редко носит женскую одежду. По этой причине Микан и Ясуми поначалу думали, что она мальчик.
Сэйю: Риэ Кугимия
Мики Морияма (яп. 森山 未来 Морияма Мики)
Покойная мать Сунао, за несколько лет до начала основных событий тяжело заболела и умерла. Говорила Сунао, что сильно любит Японию из-за «её цветов».
Сэйю: Кикуко Иноуэ

## Манга
Манга-ёнкома, автором и иллюстратором которой является Харука Огатая. Впервые публиковалась в журнале Moeyon 9 июля 2004 года. С октября 2005 года манга стала официально публиковаться в сэйнэн-журнале Comic High! до 22 января 2011 года. Издательством Futabasha было выпущено 5 томов манги.

## Интернет радио
Интернет-радио шоу под названием Kana's and Ayumi's Mayonnaise Radio (яп. 香菜とあゆみのまよらじ Кана то Аюми но Маё Радзи) передавалось с 29 июня 2007 года по 28 марта 2008 года в каждую пятницу по каналу Beat Net Radio! и Lantis Web Radio. Автор манги выступал два раза в качестве гостя, также в программе участвовал редактор журнала Comic High — Куоити Нонака. Шоу было организовано Каной Ханадзавой, японской сэйю, озвучивавшей Гутюко в аниме-сериале.

## Аниме
Аниме-сериал, основанный на сюжете манги был выпущен студией J.C.Staff, режиссёр аниме — Такаси Икэхата. Сериал транслировался в Японии по телеканалу Tokyo Mx с 6 июля по 21 сентября 2007 года. Всего выпущено 12 серий аниме. Каждая серия представляет собой 2 самостоятельные мини-истории. Помимо основного сериала при покупке DVD были доступны бонусные короткие серии, всего было выпущено 6 таких серий.

## Музыка
Открывающая тема
- Katamichi Catchball (яп. 片道きゃっちぼーる) исполняет: Mosaic.wav: дата выхода 25 июля 2007 года (Lantis)[2]

Закрывающая тема
- Utatane (яп. うたたね) исполняет: Тята: дата выхода 22 августа 2007 года. (Lantis)[3]

Оригинальный саундтрек к аниме был выпущен 10 октября 2007 года.